# Angriff der Borg
Angriff der Borg (Originaltitel: Descent und Descent, Part II) ist eine Doppelfolge der US-amerikanischen Science-Fiction-Fernsehserie Raumschiff Enterprise – Das nächste Jahrhundert. Es handelt sich um die 26. Folge der sechsten Staffel und die erste Folge der siebenten Staffel. Sie wurde in den Vereinigten Staaten über Syndication vermarktet und erstmals am 21. Juni und 20. September 1993 auf verschiedenen Fernsehsendern ausgestrahlt. In Deutschland war sie zum ersten Mal am 22. und 23. Juni 1994 in einer synchronisierten Fassung auf Sat.1 zu sehen.

## Handlung

### Teil I
Im Jahr 2369 bei Sternzeit 46982.1 spielt der Android Data, der zweite Offizier der Enterprise, auf dem Holodeck Poker gegen Abbilder der drei Physik-Koryphäen Isaac Newton, Albert Einstein und Stephen Hawking, als er plötzlich auf die Brücke gerufen wird. Er erfährt, dass ein Außenposten der Föderation auf dem Planeten Ohniaka III angegriffen wurde. Im Orbit des Planeten wird ein Raumschiff unbekannter Herkunft entdeckt, das auf Kommunikationsversuche nicht reagiert. Ein Außenteam bestehend aus Data, dem ersten Offizier Will Riker, Sicherheitschef Worf und einer weiteren Sicherheitsoffizierin beamt auf den Planeten, um den Außenposten zu inspizieren. Die gesamte Besatzung wird tot aufgefunden. Hinter einer Tür werden noch einige Angreifer angetroffen – es handelt sich um Borg. Es kommt zu einem Kampf, in dem die Sicherheitsoffizierin und mehrere Borg getötet werden. Das Außenteam bemerkt einige auffällige Veränderungen im Verhalten der Borg. Im Gegensatz zu früheren Begegnungen scheinen die einzelnen Borg jetzt ein individuelles Bewusstsein zu besitzen und sie benutzen Namen anstelle von numerischen Bezeichnungen. Auch mit Data geht irgendetwas vor, denn während er einen der Angreifer tötet, verspürt er eine ungewöhnlich heftige emotionale Reaktion.
Die Borg ziehen sich auf ihr Schiff zurück. Dieses verschwindet in einer Subraum-Verzerrung und kann von der Enterprise nicht mehr aufgespürt werden. Die Führungsoffiziere treffen sich zu einer Besprechung und spekulieren, ob das ungewöhnliche Verhalten mit einem Vorfall vor gut einem Jahr zusammenhängen könnte, bei dem die Enterprise auf einen Borg traf, der vom Kollektiv getrennt worden war. Er entwickelte daraufhin ein individuelles Bewusstsein und nahm den Namen Hugh an.
Etwas später trifft Admiral Alynna Nechayev auf der Enterprise ein und weist sie einer Flotte zu, die diesen Sektor vor weiteren Angriffen der Borg beschützen soll. Sie kritisiert Captain Picard für seine damalige Entscheidung, Hugh in das Borg-Kollektiv zurückkehren zu lassen, ohne seinen ursprünglichen Plan umzusetzen, durch Hugh einen Virus einzuschleusen, der das gesamte Kollektiv hätte lahmlegen können. Picard rechtfertigt sich damit, dass durch Hughs neugewonnene Individualität der ursprüngliche Plan moralisch nicht mehr zu rechtfertigen war. Nechayev befiehlt ihm, zukünftig ausschließlich die Sicherheit der Föderationsbürger im Auge zu haben.
Data versucht unterdessen, seinen emotionalen Ausbruch zu verarbeiten. Er hält das empfundene Gefühl für Wut und unternimmt Versuche, auch andere Gefühle zu verspüren, doch ohne Erfolg. Er macht sich Sorgen, dass er eine schlechte Person sein könnte, wenn er nur in der Lage wäre, Wut zu empfinden. Besonders irritiert ihn, dass er in dem Moment, als er den angreifenden Borg tötete, auch Vergnügen empfand. Auf dem Holodeck versucht er, die Situation auf Ohniaka III exakt nachzustellen, doch es gelingt ihm nicht, den Gefühlsausbruch zu reproduzieren.
Nach einiger Zeit erreicht die Enterprise ein weiterer Notruf. Als sie eintrifft, zieht sich das Borg-Schiff erneut in eine Subraum-Verzerrung zurück, die inzwischen als ein Transwarp-Kanal identifiziert wurde. Die Enterprise wird bei der Verfolgung der Borg mit in den Kanal hineingezogen. Als beide Schiffe den Kanal wieder verlassen, feuern die Borg auf die Enterprise. Mehrere Borg beamen auf die Brücke. Bei einem Kampf werden einer von ihnen und ein Sicherheitsoffizier getötet. Ein weiterer Borg überlebt und wird gefangen genommen. Er gibt an, sein Name sei Crosis und er würde „dem Einen“ dienen, dessen Ziel es sei, zu zerstören. Im Gegensatz zum ursprünglichen Borg-Kollektiv seien er und seine Gruppe nicht daran interessiert, biologische Lebensformen zu assimilieren. Diese betrachten sie als minderwertig. Sie wollen sie vernichten und streben stattdessen technische Perfektion an. Dementsprechend ist Crosis auch sehr an Data interessiert. Als Data mit ihm allein ist, um eine Analyse durchzuführen, aktiviert Crosis ein kleines Gerät, das einen unterschwelligen Einfluss auf Data ausübt. Nach seinem emotionalen Ausbruch gefragt, gesteht Data, dass er sehr gern noch einmal so empfinden würde. Im Laufe des Gesprächs wächst dieses Verlangen, während gleichzeitig Datas ethische Bedenken schwinden. Schließlich ist er sogar bereit, seinen besten Freund, den Chefingenieur Geordi La Forge, zu töten, um noch einmal etwas zu fühlen.
Kurz darauf wird auf der Brücke ein nicht genehmigter Shuttle-Start registriert. Es stellt sich heraus, dass Data und Crosis mit dem Shuttle geflohen sind. Die Enterprise will es wieder einfangen, doch es entkommt durch den Transwarp-Kanal. Die Enterprise nimmt die Verfolgung auf und am anderen Ende des Kanals wird das Shuttle schließlich auf der Oberfläche eines nahe gelegenen Planeten aufgespürt. Starke elektromagnetische Interferenzen in der Atmosphäre des Planeten beeinträchtigen jedoch das Scannen nach Lebenszeichen. Da Data an der Landestelle des Shuttles nicht zu finden ist, ordnet Picard an, dass der Großteil der Besatzung herunterbeamt und in Viererteams ein großflächiges Gebiet absucht. An Bord bleibt nur eine Notbesatzung unter dem Kommando von Schiffsärztin Beverly Crusher zurück.
Zu Picards Team gehören La Forge, Schiffsberaterin Deanna Troi und ein Sicherheitsoffizier. Nach einer Weile erfolgloser Suche erblickt Troi plötzlich ein Gebäude. Sie betreten es und La Forge stellt fest, dass er keinerlei Messwerte von den Lampen im Inneren erhält. Picard erkennt sofort, dass hier ein Dämpfungsfeld existieren muss, das Sensoren unbrauchbar macht. Da auch die Anwesenheit anderer Lebewesen hierdurch verborgen bliebe, will Picard das Gebäude umgehend wieder verlassen, doch es ist bereits zu spät: Er und seine Gruppe werden von einer großen Anzahl von Borg umringt. Der Sicherheitsoffizier versucht noch kurz, sich zu wehren und wird getötet. Auf einer Empore erscheint eine Gestalt, die Picard kurz für Data hält. Troi erkennt jedoch, dass es sich um dessen Bruder Lore handelt. Er erweist sich als der Anführer der Borg und er war es, der Data hierher gelockt hat. Lore ruft Data zu sich.  Data verkündet triumphierend, er und sein Bruder seien wieder vereint und gemeinsam würden sie die Föderation vernichten.

### Teil II
Lore enthüllt, dass er beabsichtigt, mit Hilfe der Borg sämtliches biologisches Leben zu vernichten und durch künstliche Lebensformen zu ersetzen. Die Enterprise registriert unterdessen, dass sich das Raumschiff der Borg dem Planeten nähert. Die Außenteams werden zurück an Bord gebeamt, was aber einige Zeit in Anspruch nimmt. Dr. Crusher hat von Picard den Befehl erhalten, mit der Enterprise sofort zurück in den Föderationsraum zu fliegen, sobald Gefahr droht. Sie zögert den Abflug aber so weit hinaus, bis das Borg-Schiff in Waffenreichweite ist, um so viele Besatzungsmitglieder wie möglich zu evakuieren. Als die Zeit schließlich abgelaufen ist, sind noch 47 Personen auf der Oberfläche, darunter Riker und Worf.
Picard, Troi und La Forge werden in eine Zelle gesperrt. Dort haben sie Gelegenheit, mit Data zu sprechen, doch es ist offensichtlich, dass er unter dem Einfluss von Lore steht. Er behauptet, sein Bestreben, menschlich zu werden, sei ein Irrweg gewesen, doch jetzt habe er die Wahrheit erkannt. Er nimmt La Forge dessen Sehhilfe, den VISOR, ab und bringt ihn zu Lore. Lore erklärt Data, dass er beabsichtigt, La Forge und die anderen Gefangenen für Experimente zu benutzen. Bisher hat er die Borg dafür benutzt, doch sie haben dabei stets schwere Hirnschäden erlitten. Das Gespräch wird unterbrochen, als Crosis und ein weiterer Borg namens Goval den Raum betreten. Crosis berichtet, dass Goval sich weigert, eine gedankliche Verbindung mit ihm aufrechtzuerhalten. Lore redet auf Goval ein und versucht ihm klarzumachen, dass diese Verbindung notwendig ist und dass er ihn braucht, um eine Zukunft für die Borg aufzubauen. In der Zelle vermutet La Forge, dass ihm sein VISOR genommen wurde, weil er damit einen Phasenimpuls wahrnehmen kann, mit dem Lore Data offenbar beeinflusst. Bevor er mit Picard und Troi weiter diskutieren kann, holt ihn Data ab, um mit den Experimenten an ihm zu beginnen.
Riker und Worf suchen nach den Gefangenen, als sie plötzlich von einer Gruppe Borg umzingelt werden. Sie werden in eine Höhle geführt und treffen dort auf Hugh. Er erklärt ihnen, seine Individualität hätte Unordnung im Borg-Kollektiv verursacht. Die verwirrten Borg trafen schließlich auf Lore und viele folgten ihm, da er ihnen eine neue Ordnung versprach. Als er jedoch anfing, Experimente mit ihnen anzustellen, wandten sich einige unter Hughs Führung wieder von ihm ab und bildeten eine Widerstandsbewegung. Als Hugh erfährt, dass sich unter Lores Gefangenen auch La Forge befindet, den er als seinen Freund betrachtet, erklärt er sich bereit, bei ihrer Befreiung zu helfen.
Data führt erste Messungen an La Forge durch und erklärt, dass das Ziel der Experimente sei, Gehirnzellen durch künstliche Fasern zu ersetzen. Er ignoriert alle Einwände La Forges hiergegen und erklärt emotionslos, dass die Mortalitätsrate bei 60 Prozent liegt. Picard und Troi versuchen unterdessen einen Ausbruch, indem sie eine Krankheit vortäuschen und so einen Wächter überwältigen. Sie werden jedoch von Data gestoppt, der gerade La Forge zurück in die Zelle bringt. Picard konnte dem Wächter allerdings unbemerkt einen Transceiver abnehmen und mit La Forges Hilfe versucht er nun, ihn so zu modifizieren, dass Datas unterdrückte ethische Subroutinen wieder aktiviert werden.
Dr. Crusher bringt es nicht über sich, ihre Kameraden auf dem Planeten zurückzulassen. Sie entscheidet sich daher zur Umkehr und schickt lediglich eine Boje mit den Aufzeichnungen über die jüngsten Vorfälle durch den Transwarp-Kanal zurück in den Föderationsraum. Um nicht von den Borg entdeckt zu werden, entwickelt der Sicherheitsoffizier Barnaby einen Plan, um erst im Orbit des Planeten auf der dem Borg-Schiff abgewandten Seite unter Warp zu gehen. Der Plan ist riskant, doch er funktioniert. Alle verbliebenen Besatzungsmitglieder außer Riker, Worf und den Gefangenen werden zurück an Bord geholt. Die Enterprise wird aber rasch von den Borg bemerkt und muss erneut vor ihrem Schiff fliehen. Dr. Crusher lässt einen Kurs direkt auf die Sonne des Planeten setzen. Dort aktiviert sie einen experimentellen metaphasischen Schutzschild, der es der Enterprise für längere Zeit ermöglicht, sich in der Korona der Sonne aufzuhalten. Dort ist sie vorerst in Sicherheit, doch sie wird weiter von dem Borg-Schiff verfolgt, das nur darauf wartet, bis sie die Korona wieder verlässt.
Data holt La Forge für eine weitere Sitzung ab. Er möchte nun damit beginnen, La Forges Gehirnzellen zu ersetzen, doch Picard gelingt es, mit dem Transceiver seine ethischen Subroutinen wieder zu aktivieren. Data zögert und bricht das Experiment ab, vorgeblich, um noch weitere Tests anzustellen. Er bespricht seine Zweifel mit Lore. Der will sie gewaltsam vertreiben, indem er Datas Fähigkeit zu fühlen drosselt, was diesem offensichtlich Schmerzen bereitet, und sie erst wieder erhöht, als Data darum bettelt. Lore beginnt zu zweifeln, ob Data ihn bei seinem Plan unterstützen wird.
Die Bedingungen in der Sonnenkorona setzen der Enterprise inzwischen doch zu stark zu und sie muss sie daher bald wieder verlassen. Da die Enterprise immer noch von dem Borg-Schiff verfolgt wird, schlägt Fähnrich Taitt vor, mit einem modifizierten Traktorstrahl eine Sonneneruption auszulösen. Der Plan gelingt und das Borg-Schiff wird durch die Eruption zerstört. Die Enterprise kann nun ungehindert zum Planeten zurückkehren.
Data bringt La Forge zurück in die Zelle und will die Experimente mit Picard fortsetzen. Der aktiviert heimlich weitere ethische Subroutinen bei Data. Plötzlich taucht Lore auf und verlangt, dass Data als Treuebeweis Picard töten soll. Data lehnt das jedoch ab, da er es für falsch hält. Lore versammelt daraufhin seine Borg um sich und will Data nun vor ihren Augen töten. Hugh und seine Mitstreiter sind aber inzwischen durch unterirdische Tunnel in das Versammlungsgebäude eingedrungen und haben sich heimlich unter die Anwesenden gemischt. Unter den Borg bricht ein Kampf aus und Hugh kann die Tötung von Data verhindern. Data kommt wieder ganz zur Besinnung und setzt Lore mit einem Schuss außer Gefecht. Er gelangt zu dem Entschluss, dass Lores Machenschaften nur gestoppt werden können, indem er dauerhaft deaktiviert wird. Lores letzte Worte, bevor Data ihn abschaltet, lauten „Ich liebe dich, Bruder“.
Hugh übernimmt die Führung über alle Borg auf dem Planeten. Die Enterprise kehrt in den Föderationsraum zurück und Data verarbeitet die jüngsten Ereignisse. Er hat den Emotionschip aus Lores Körper ausgebaut und festgestellt, dass er beschädigt ist. Er überlegt, ihn zu zerstören, denn die von ihm verursachten Gefühle hätten Data beinahe dazu gebracht, seinen besten Freund zu töten. La Forge hält ihn aber davon ab, denn er weiß, wie wichtig das Streben nach Emotionen für Data ist, und er verspricht, ihm dabei zu helfen, den Chip zu reparieren, damit er ihn eines Tages nutzen kann.

## Verbindungen zu anderen Star-Trek-Produktionen
Angriff der Borg enthält Verweise auf mehrere frühere Star-Trek-Produktionen:
- Datas Bruder Lore hatte seinen letzten Auftritt in Folge 4.03 (Die ungleichen Brüder) von Raumschiff Enterprise – Das nächste Jahrhundert aus dem Jahr 1990. In dieser hatte er seinen Emotionschip erhalten.
- Admiral Nechayev erwähnt ein Raumschiff namens Gorkon. Es ist nach dem klingonischen Kanzler Gorkon aus dem Spielfilm Star Trek VI: Das unentdeckte Land von 1991 benannt.
- Die Handlung von Angriff der Borg baut sehr stark auf Folge 5.23 (Ich bin Hugh) von Raumschiff Enterprise – Das nächste Jahrhundert aus dem Jahr 1992 auf.
- Der metaphasische Schutzschild spielte in Folge 6.22 (Verdächtigungen) von Raumschiff Enterprise – Das nächste Jahrhundert aus dem Jahr 1993 eine größere Rolle.

Einige Elemente aus dieser Folge wurden in späteren Star-Trek-Produktionen wieder aufgegriffen:
- Im Spielfilm Star Trek: Treffen der Generationen von 1994 entscheidet sich Data schließlich doch noch dafür, sich den Emotionschip einzusetzen.
- In Folge 2.18 (Todessehnsucht) von Star Trek: Raumschiff Voyager aus dem Jahr 1996 tritt Isaac Newton erneut auf und die Geschichte mit dem Apfel, der ihm auf den Kopf gefallen sein soll, wird erneut thematisiert.
- In der 2020 gestarteten animierten Serie Star Trek: Lower Decks gibt es in mehreren Folgen Anspielungen auf Angriff der Borg.
- Lore hat hier seinen letzten Auftritt in der Serie Raumschiff Enterprise – Das nächste Jahrhundert. Er bleibt dauerhaft deaktiviert, doch in der Serie Star Trek: Picard wird in der 2023 erschienenen dritten Staffel bekannt, dass sein Bewusstsein von Altan Inigo Soong mit dem Data und anderen Androiden zu einer neuen Entität kombiniert wurde.

## Produktion

### Drehbuch
Für das Finale der sechsten Staffel wurden verschiedene Ideen diskutiert, unter anderem eine Geschichte, in der die Enterprise zurück zur Erde beordert wird und die Hauptfiguren auf unterschiedliche Posten versetzt werden. Eine zweite Idee war die Fortsetzung der Geschichte um Datas neue Fähigkeit zu träumen aus Folge 6.16 (Der Moment der Erkenntnis, Teil I). Als weitere Möglichkeit wurde ein Crossover mit der Spin-off-Serie Star Trek: Deep Space Nine in Betracht gezogen, in der beide Besatzungen gegen bisher unbekannte Außerirdische kämpfen müssen. Am Ende sollte sich herausstellen, dass die Außerirdischen von Datas Bruder Lore angeführt werden. Ronald D. Moore machte schließlich den Vorschlag, eine weitere Borg-Geschichte zu produzieren, in der die Konsequenzen aus den Ereignissen der Folge Ich bin Hugh gezeigt werden sollten.
Während das Drehbuch des ersten Teils von Jeri Taylor und Ronald D. Moore geschrieben wurde, fiel René Echevarria die Aufgabe zu, den zweiten Teil zu schreiben. Er stand vor dem Problem, dass er nicht allen Handlungssträngen, die im ersten Teil begonnen worden waren, den nötigen Raum geben konnte. Er musste daher die geplante Handlung um Hugh stark reduzieren und konzentrierte sich vor allem auf die Handlung um Lore. Lores Umgang mit den Borg ist den Praktiken in religiösen Sekten nachempfunden; als konkrete Inspirationsquelle dienten die Davidianer und ihr Anführer David Koresh.

### Darsteller

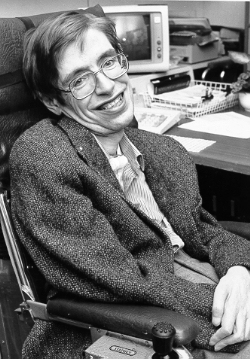
Stephen Hawking spielte in der Eröffnungsszene der Doppelfolge sich selbst.

Das Isaac-Newton-Hologramm wurde von John Neville gespielt. Isaac Newton hatte später noch einen weiteren Auftritt in Folge 2.18 (Todessehnsucht) von Star Trek: Raumschiff Voyager, wurde dort aber von Peter Dennis verkörpert.
Jim Norton hatte das Albert-Einstein-Hologramm bereits in Folge 4.19 (Die Reise ins Ungewisse) von Raumschiff Enterprise – Das nächste Jahrhundert gespielt.
Stephen Hawking spielt in dieser Folge sich selbst (streng genommen ein holografisches Abbild seiner selbst). Er ist damit die einzige Person, die in einer Star-Trek-Produktion als sie selbst auftritt. Vergleichbar ist lediglich der Fall von Erin MacDonald, die 2022 und 2024 in mehreren Folgen der animierten Serie Star Trek: Prodigy eine fiktionalisierte Version ihrer Selbst spielte.
Brian Cousins, Darsteller von Crosis, hatte zuvor bereits Parem in Folge 5.24 (So nah und doch so fern) von Raumschiff Enterprise – Das nächste Jahrhundert gespielt. Er spielte später noch Paltani in Folge 2.12 (Der Laufsteg) von Star Trek: Enterprise.
Jonathan Del Arco hat hier seinen zweiten und letzten Auftritt als Hugh in der Serie Raumschiff Enterprise – Das nächste Jahrhundert. Er verkörperte diese Rolle erneut in der ersten Staffel von Star Trek: Picard.
Stephen James Carver, Darsteller von Tayas, hatte zuvor bereits einen klingonischen Steuermann in Folge 5.01 (Der Kampf um das klingonische Reich, Teil II) von Raumschiff Enterprise – Das nächste Jahrhundert und Ibudan in Folge 1.04 (Unter Verdacht) von Star Trek: Deep Space Nine gespielt.
James Horan, Darsteller von Lieutenant Barnaby, hatte zuvor bereits Jo’Bril in Folge 6.22 (Verdächtigungen) von Raumschiff Enterprise – Das nächste Jahrhundert gespielt. Er spielte später noch den Jem’Hadar Ikat’ika in zwei Folgen von Star Trek: Deep Space Nine und Tosin in Folge 3.13 (Das Wagnis) von Star Trek: Raumschiff Voyager. In der Serie Star Trek: Enterprise spielte er in sechs Folge die wiederkehrende Nebenfigur des Befehlshabers der Cabal.
Michael Reilly Burke, Darsteller von Goval, spielte auch Hogue in Folge 2.18 (Profit und Verlust) von Star Trek: Deep Space Nine und Koss in drei Folgen von Star Trek: Enterprise.

### Drehorte und Kulissen
Für die Außenansicht des Außenpostens auf Ohniaka III wurde ein Matte Painting wiederverwendet, das erstmals in Folge 2.07 (Die jungen Greise) zu sehen war.
Als Drehort für das Versammlungsgebäude der Borg diente das Brandeis-Bardin Institute in Simi Valley, Kalifornien. Hier waren bereits 1991 die auf Khitomer spielenden Szenen für den Spielfilm Star Trek VI: Das unentdeckte Land gedreht worden.

### Effekte
Für den Flug der Enterprise durch den Transwarp-Kanal wurde ein Effekt aus Folge 2.13 (Die Zukunft schweigt) wiederverwendet.
Die Massenszenen wurden lediglich mit elf Statisten in Borg-Kostümen gedreht. Sie wurden mittels Split-Screen-Technik vervielfacht.

## Adaptionen
Diane Carey schrieb eine Romanfassung von Angriff der Borg, die auf Englisch erstmals 1993 erschien. Die deutsche Übersetzung erschien 1996.

## Rezeption
Der zweite Teil der Doppelfolge wurde 1994 mit einem Cinema Audio Society Award in der Kategorie „Beste Leistung in der Tonmischung fürs Fernsehen“ ausgezeichnet.
Keith DeCandido bewertete den ersten Teil von Angriff der Borg 2012 auf tor.com als eine leicht unterdurchschnittliche Folge von Raumschiff Enterprise – Das nächste Jahrhundert, die eigentlich alle Zutaten für eine spannende Geschichte hat, aber sich dennoch leer anfühlt. Ihm missfiel, dass der Transwarp-Kanal erst in exakt dem Moment entdeckt wird, als er für die Geschichte benötigt wird. Auch die Widrigkeiten des Borg-Planeten wirken für DeCandido nicht glaubwürdig, sondern zu sehr auf das Drehbuch zugeschnitten. Die Entwicklung von Datas Gefühlen fand er unzureichend behandelt. Als positive Momente hob DeCandido das Pokerspiel sowie die Gespräche zwischen Data und Troi bzw. Picard und Nechayev hervor. Den zweiten Teil bewertete DeCandido als eine ziemlich schlechte Folge. Er kritisierte, dass hier aus Lores Ankündigung aus dem ersten Teil, die Föderation zerstören zu wollen, nichts gemacht wird und letztlich völlig unklar bleibt, was eigentlich sein Plan war. DeCandido empfand Lore in dieser Folge als einen reinen Klischee-Bösewicht, der deutlich weniger unterhaltsam wirkt als in seinen früheren Auftritten. Den Handlungsstrang um Dr. Crusher fand er eher schwach, da es seiner Meinung nach keine Fortsetzung der Folge Verdächtigungen gebraucht hätte. Auch als Fortsetzung von Ich bin Hugh funktioniert die Folge für DeCandido nicht, denn dort war die Freundschaft zwischen Hugh und La Forge ein zentraler Bestandteil, hier jedoch interagieren die beiden Figuren überhaupt nicht miteinander.

## Parodien und Anspielungen
In Folge 10.09 (Das Freund-Feind-Dilemma) der Sitcom The Big Bang Theory hat Stephen Hawking einen weiteren Auftritt als er selbst und erwähnt dort seinen Auftritt in Angriff der Borg.